# Reisegiganten
Reisegiganten AS er et norsk IT-selskab, der driver prisportalene afbudsrejser.dk, restplass.no, sistaminuten.se og äkkilähdöt.fi. Reisegiganten blev etableret i 2009 efter en fusion mellem Solfaktor AS og Restplass.no AS. Reisegiganten udvikler og vedligeholder søgemaskine for charterrejser, pakkerejser og rutefly. Omsætningen var i 2012 983 millioner NOK. Hovedkontoret ligger i Oslo.
Før covid-19-pandemien var selskabet et rejsebureau-medlem af IATA og det norske Reisegarantifondet. I 2022 havde selskabet tre ansatte og omsatte for 23 millioner NOK.